# Relais (magazine)
Pour les articles homonymes, voir Relais.
Relais était un journal distribué gratuitement dans le bassin minier du Nord-Pas-de-Calais par les HBNPC de 1969 à 1987, date à laquelle il est remplacé par Mineurs de France. Un numéro spécial de 244 pages est vendu en mai 1991, quelques mois après la fin de l'extraction minière.

## Histoire

### Prédécesseurs
Deux ans après la Libération de la France, le journal officiel publia en mars 1946 un arrêté assez contesté, destituant les trois directeurs généraux adjoints des Houillères du Nord, remplacés « de manière parfaitement contestable juridiquement, pour assurer l'encadrement idéologique du bassin minier », selon les mémoires de Paul Gardent, futur directeur général des Charbonnages de France alors que Michel Duhameaux, ex inspecteur de la production sous l’occupation les avait choisis « pour leurs connaissances minières »
Parmi les promus contestés, deux proches du numéro un communiste Maurice Thorez, Léon Delfosse et Louis Thiébaut qui ont ensemble fondé au même moment la revue « Mineurs », rédigée sous leur direction, visant à « donner à l'ouvrier une culture technique lui permettant de mieux comprendre le pourquoi de ses dures conditions de travail », et qui souligne «  les difficultés de l'heure » et les « perspectives de la modernisation » pour le rendre « solidaire du devenir de l'entreprise et par là, des destinées de la nation », s’opposant aux syndicalistes chrétiens qui jugent « impropre » d’appeler cette démarche pédagogie « quand on sait que la dignité de la personne est délibérément sacrifiée aux buts à atteindre ».

### Naissance
Relais naît en 1969 de la fusion des différents journaux de groupes du bassin minier : 
- Tout Venant, Lumières sur la Mine du Groupe Centre, issu en juillet 1968 de la fusion entre Tout Venant du Groupe d'Oignies (créé en janvier 1950) et Lumières sur la Mine du Groupe d'Hénin-Liétard (créé en mai 1951) ;
- Coups de Pic, coup de plume du Groupe de Valenciennes, créé en novembre 1953 ;
- Douai Mines du Groupe de Douai, créé en octobre 1949 ;
- Notre Mine, Nuit et Jour du Groupe de Lens-Liévin, issu en avril 1953 de la fusion entre Notre Mine du Groupe de Lens (créé en mars 1949) et Nuit & Jour du Groupe de Liévin (créé en octobre 1949) ; en janvier 1967, Équettes du Groupe de Béthune (créé en décembre 1950) fusionne à son tour avec le premier lorsque le Groupe de Béthune fusionne pour former le Groupe de Lens-Liévin-Béthune ;
- Bruits et Lumières du Groupe d'Auchel-Bruay, créé en octobre 1961, issu de la fusion entre Lampe au Chapeau du Groupe de Bruay (créé en mars 1952) et Bruits de fond du Groupe d'Auchel (créé en janvier 1954) ;
- Douai Minimes des services centraux, créé en janvier 1957[R 2].

### Contenu
Les magazines Relais traitent une grande variété de thèmes. En novembre et décembre 1971, le no 32 titre « Du charbon jusqu'à quand ? » tandis que le numéro suivant titre « Des mineurs jusqu'à quand ? »,.
En juin 1981, il est annoncé que Relais paraîtra à partir du mois de septembre en une édition unique dans le bassin minier, en remplacement des six éditions d'alors : Auchel-Bruay, Lens-Liévin-Béthune, Hénin-Oignies, Aniche, Valenciennes, et Douai Services Centraux. Ceci s'explique par le fait que les groupes ont disparu au profit des Unités de Production, elles-mêmes remplacées par les Secteurs, qui ont disparu et été remplacé par les Sièges. Ainsi, le personnel a parfois déménagé, mais souvent changé de lieu de travail au gré des fermetures et des regroupements.

### Disparition
Mineurs de France remplace Relais à partir d'octobre 1987.
Un numéro spécial, imprimé à 30 000 exemplaires, est vendu au prix de quarante francs en mai 1991. Il résume en 244 pages la période s'étalant de la nationalisation en 1946 jusqu'à 1990, fermeture de la fosse no 9 - 9 bis à Oignies.
Au total, les différents journaux d'entreprise du bassin minier publiés de 1947 à 1991 représentent 1 948 numéros soit 55 752 pages

#### Articles
- Louis Turbelin (dir.), Bruno Bidoire (rédacteur en chef) et al., « Rendez-vous en septembre avec une nouvelle présentation », Relais, Douai, Service communication des HBNPC, no 136,‎ juin 1981, p. 3
- Gérard Léval (dir. et rédacteur en chef) et al., « Avertissement », Relais, Douai, Service communication des HBNPC, no spécial « Le bassin minier du Nord-Pas-de-Calais de 46 à 90 à travers les journaux de l'entreprise »,‎ mai 1991, p. 4 (ISSN 0753-3454)
- Gérard Léval (dir. et rédacteur en chef) et al., « Sommaire », Relais, Douai, Service communication des HBNPC, no spécial « Le bassin minier du Nord-Pas-de-Calais de 46 à 90 à travers les journaux de l'entreprise »,‎ mai 1991, p. 5 (ISSN 0753-3454)
- Gérard Léval (dir. et rédacteur en chef) et al., « Généalogie de Relais », Relais, Douai, Service communication des HBNPC, no spécial « Le bassin minier du Nord-Pas-de-Calais de 46 à 90 à travers les journaux de l'entreprise »,‎ mai 1991 (ISSN 0753-3454)